# الدوري الإسباني الدرجة الثالثة 1932–33
الدوري الإسباني الدرجة الثالثة 1932–33 (بالإسبانية: Tercera División de España 1932-33)‏ هو موسم من الدوري الإسباني الدرجة الثالثة. فاز فيه نادي ساباديل.